# Lucio Anicio Gallo
Lucio Anicio Gallo (latino: Lucius Anicius Gallus) (fl. II secolo a.C.) fu un console romano.

## Biografia
Fu il primo membro della propria gens a raggiungere posizioni di prestigio nella Repubblica romana. Fu pretore nel 168 a.C. e fu incaricato da Lucio Emilio Paolo di condurre la guerra contro Genzio, re degli Illiri, che si era rivoltato contro Roma e si era alleato con Perseo.
Lucio Anicio era accampato nei pressi di Apollonia e, ricevuto l'ordine, era deciso a
raggiungere Appio Claudio, che si trovava sulle rive del fiume Genuso, in modo da operare coordinatamente contro gli Illiri.
Informato che i pirati illiri stavano razziando le coste tra Apollonia e Dyrrhachium, Lucio Anicio decise di condurre la flotta romana contro le navi dei pirati, catturandone alcune e facendo fuggire tutte le altre.
Si affrettò, quindi, per portare aiuto ad Appio Claudio e ai Bessaniti, che erano assediati dalle truppe di Genzio. Le notizie dell'arrivo delle truppe romane spaventarono terribilmente il re degli Illiri, che tolse l'assedio e corse a rifugiarsi nella sua roccaforte di Scodra, mentre il resto del suo esercito si arrendeva ai Romani.
Lucio Anicio fu clemente con quelli che si arresero e, perciò, tutte le città illiriche seguirono l'esempio dell'esercito: così che l'esercito Romano avanzò molto velocemente verso Scodra. 

Sotto le mura della città Genzio affrontò in campo aperto l'esercito avversario, ma fu facilmente sopraffatto. Il re illirico, terrificato dagli avvenimenti e dalla loro velocità, chiese una tregua di tre giorni, che gli furono garantiti. Genzio sperava che, nel frattempo, il fratello Caravanzio giungesse con dei rinforzi. Non vedendolo arrivare e disperando in aiuti dalla Macedonia, Genzio stesso uscì dalla città e si diresse verso il campo romano per arrendersi subito senza condizioni.
Lucio Anicio Gallo entrò in Scodra e per prima cosa liberò i legati fatti prigionieri dagli Illiri ed inviò Perperna, uno dei legati, a Roma per informare il Senato della completa vittoria su Genzio. L'intera campagna era durata meno di trenta giorni.

Il Senato stabilì tre giorni di festeggiamenti e, al suo ritorno a Roma, Lucio Anicio Gallo celebrò il proprio trionfo su Genzio.
Nel 155 a.C. fu uno degli ambasciatori inviati alla corte di Prusia II, per chiedere conto del comportamento nei confronti di Attalo II, re di Pergamo.